# Жуан Егаш
Жуа́н Е́гаш (порт. João Egas; ? — 1255) — архієпископ Бразький (1245—1255).

## Імена
- Жуа́н (порт. João) — португальське ім'я.
- Іва́н (лат. Ioannes) — латинське ім'я.
- Іва́н Бра́зький (лат. Ioannes Bracarensis) — латинське ім'я за назвою катедри.

## Біографія
- 20 січня 1245: призначений на посаду архієпископа Бразького, Португалія[1].
- 1255: помер у Бразі, Португалія[1].